# Argyresthia glabratella
Argyresthia glabratella — вид лускокрилих комах родини аргірестіїд (Argyresthiidae).

## Поширення
Вид поширений майже на всій території Європи. Відсутній в Ірландії, на Піренейському та Балканському півостровах.

## Опис
Розмах крил 8-11 мм.

## Спосіб життя
Метелики літають у травні-червні. Гусениці живляться хвоєю ялини європейської.